# 채제공 초상 일괄-흑단령포본
채제공 초상 일괄-흑단령포본(蔡濟恭 肖像 一括-黑團領袍本)은 조선시대 채제공의 초상화이다. 2006년 12월 29일 대한민국의 보물 제1477-3호로 지정되었다.

## 개요
조선 후기의 문신으로 사도세자의 신원 등 자기 정파의 주장을 충실히 지키면서 정조의 탕평책을 추진한 핵심적 인물인 채제공의 초상화이다.
《흑단령포본》은 오사모에 쌍학흉배의 흑단령포를 입은 전신의좌상으로 본래 부여 도강영당(夫餘 道江影堂)에 모셔져 있던 것이다. 그 안면의 기색으로 볼 때 부여본은 앞에 살펴본 73세상과 흡사하다. 안면과 옷주름의 입체감 표현, 투시도법에 의한 화문석과 족좌와 의자의 사선배치는 역시 이명기의 초상화법이다.

## 같이 보기
- 채제공
- 도강영당 - 충청남도 문화재자료 제116호

## 참고 자료
- 채제공 초상 일괄-흑단령포본 - 국가유산청 국가유산포털